# ماهی‌گرگی
گرگ‌ماهی (نام علمی: Hoplias aimara) نام یک گونه از تیره درنده‌ماهیان است.

## نگارخانه

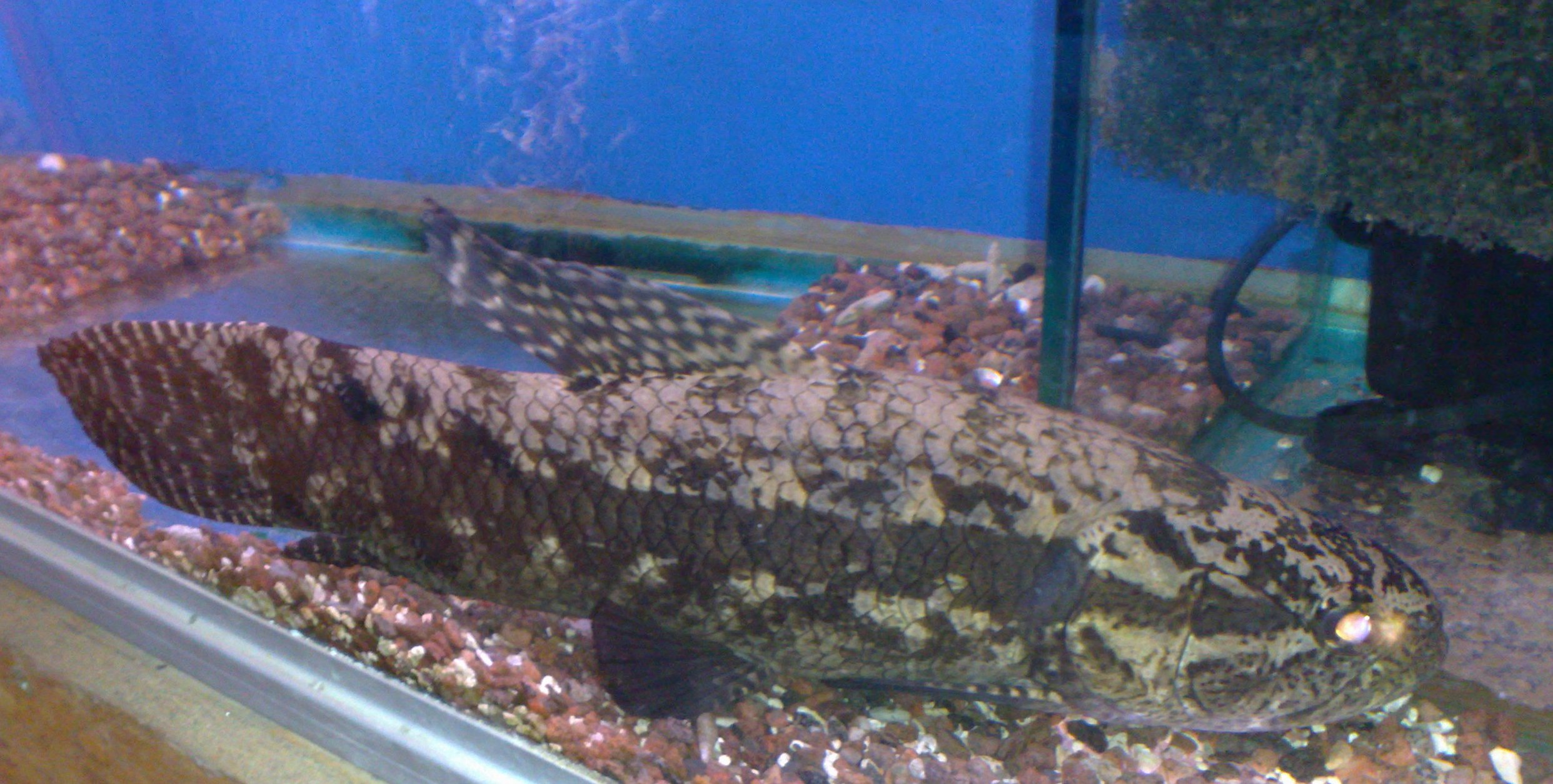
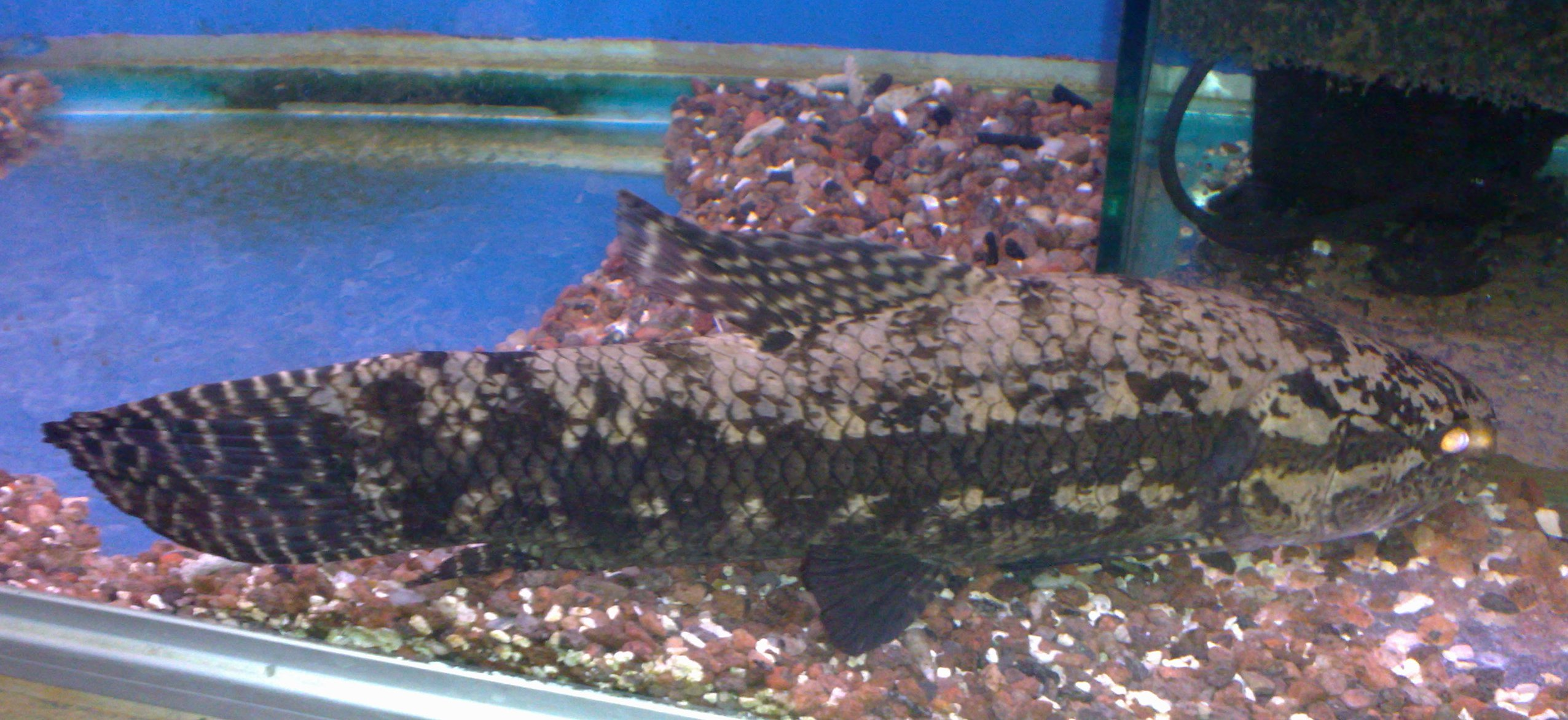